# 캐나디안 항공의 운항 노선
2001년 1월, 에어캐나다와 합병 이전까지 캐나디안 항공은 다음과 같은 노선을 운항하였다.

## 운항 노선

### 아시아

#### 동아시아
- 중화인민공화국
  - 베이징 - 베이징 서우두 국제공항
  - 상하이 - 상하이 훙차오 국제공항
- 홍콩
  - 홍콩 - 홍콩 첵랍콕 국제공항
  - 홍콩 - 홍콩 카이탁 국제공항
- 일본
  - 도쿄 - 나리타 국제공항
  - 나고야 - 나고야 코마키 공항
- 중화민국
  - 타이베이 - 타이완 장개석 국제공항

#### 동남아시아
- 말레이시아
  - 쿠알라룸푸르 - 쿠알라룸푸르 국제공항
  - 쿠알라룸푸르 - 수방 국제공항
- 싱가포르
  - 싱가포르 - 싱가포르 창이 국제공항
- 태국
  - 방콕 - 돈므앙 국제공항
- 필리핀
  - 마닐라 - 니노이 아키노 국제공항

### 유럽

#### 서유럽
- 영국
  - 런던 - 런던 히드로 국제공항
  - 런던 - 런던 개트윅 국제공항
  - 맨체스터 - 맨체스터 공항
- 네덜란드
  - 암스테르담 - 암스테르담 스키폴 국제공항
- 프랑스
  - 파리 - 파리 샤를 드 골 국제공항
- 독일
  - 뮌헨 - 뮌헨 국제공항
  - 프랑크푸르트 - 프랑크푸르트 국제공항

#### 남유럽
- 이탈리아
  - 로마 - 레오나르도 다 빈치 국제공항
  - 밀라노 - 밀라노 말펜사 국제공항

### 아메리카

#### 북아메리카
- 미국
  - 워싱턴 D.C - 워싱턴 덜레스 국제공항
  - 뉴욕 - 라과디아 국제공항
  - 댈러스 - 댈러스 포트워스 국제공항
  - 라스베가스 - 매캐런 국제공항
  - 로스앤젤레스 - 로스앤젤레스 국제공항
  - 마이애미 - 마이애미 국제공항
  - 보스턴 - 보스턴 로건 국제공항
  - 샌디에이고 - 샌디에이고 국제공항
  - 샌프란시스코 - 샌프란시스코 국제공항
  - 시애틀 - 시애틀 타코마 국제공항
  - 시카고 - 시카고 오헤어 국제공항
  - 올랜도 - 올랜도 국제공항
  - 이리 - 이리 국제공항
  - 포트로더레일 - 포트로더레일 할리우드 국제공항
  - 호놀룰루 - 호놀룰루 국제공항
- 캐나다
  - 노바스코샤주
    - 핼리팩스 - 핼리팩스 스탠필드 국제공항

  - 뉴브런즈윅주
    - 멍크턴 - 멍크턴 국제공항

  - 뉴펀들랜드 주
    - 갠더 - 갠더 국제공항
    - 세인트존스 - 세인트존스 국제공항
    - 스티븐빌 - 스티븐빌 국제공항

  - 매니토바주
    - 위니펙 - 위니펙 제임스 암스트롱 리처드슨 국제공항
    - 처칠 - 처칠 공항
    - 톰슨 - 톰슨 공항
    - 플린플런 - 플린플런 공항

  - 브리티시컬럼비아주
    - 밴쿠버 - 밴쿠버 국제공항 허브
    - 빅토리아 - 빅토리아 국제공항
    - 킬로나 - 킬로나 국제공항
    - 너나이모 - 너나이모 공항
    - 샌드스피트 - 샌드스피트 공항
    - 스미더스 - 스미더스 공항
    - 캠벨리버 - 캠벨리버 공항
    - 캠루프스 - 캠루프스 공항
    - 커먹스 - 커먹스 공항
    - 테라스 - 테라스 공항
    - 펜틱턴 - 펜틱턴 공항
    - 프린스루퍼트 - 프린스루퍼트 공항
    - 프린스조지 - 프린스조지 공항

  - 앨버타주
    - 에드먼턴 - 에드먼턴 국제공항
    - 캘거리 - 캘거리 국제공항
    - 포트맥머레이 - 포트맥머레이 공항
- 멕시코
  - 멕시코시티 - 멕시코시티 국제공항
  - 몬테레이 - 몬테레이 국제공항

#### 남아메리카
- 브라질
  - 리우데자네이루 - 리우데자네이루 갈레앙 국제공항
  - 상파울루 - 상파울루 구아룰류스 국제공항
- 아르헨티나
  - 부에노스아이레스 - 미니스트로 피스타리니 국제공항
- 칠레
  - 산티아고 - 코모도 아르투로 메리노 베니테스 국제공항
- 페루
  - 리마 - 호르헤차베스 국제공항

### 오세아니아
- 오스트레일리아
  - 시드니 - 시드니 킹스포드 스미스 국제공항
- 뉴질랜드
  - 오클랜드 - 오클랜드 국제공항
- 피지
  - 난디 - 난디 국제공항